# پل آبکار
پُل آبکار  (زاده ۱۹۰۸ یا ۱۹۰۹ - درگذشته ۱۹۷۰)، وی از معماران نوگرای ارمنی‌تبار اهل ایران بود.

## زندگی
پل آبکار در سال ۱۹۰۸ یا ۱۹۰۹ میلادی (۱۲۸۷ یا ۱۲۸۸ خورشیدی) در تهران در خانواده‌ای نسبتاً مرفه دیده به‌دنیا آمد. او تحصیلات ابتدایی خود را در «دبستان سن لویی» تهران گذراند و در سال ۱۹۲۵ (۱۳۰۴) برای ادامه تحصیل به فرانسه رفت. دیپلم متوسطه خود را از دبیرستان اورلئان فرانسه گرفت و در همان سال در «دانشگاه سن لوک»، شئربئک بروکسل در رشته معماری دوره‌های شبانه مجسمه‌سازی، مقاومت مصالح، دکوراسیون و منبت‌کاری را نیز طی کرد.
پل آبکار در سال ۱۹۳۷ (۱۳۱۶) به تهران بازگشت و در سازمان‌های دولتی عهده‌دار مشاغل فنی گردید. هفت سال رئیس دفتر فنی گمرکات و هفده سال رئیس دفتر فنی وزارت دارایی بود. سپس مسئولیت دفتر فنی شهربانی کل را عهده‌دار شد و در سال ۱۹۶۹ (۱۳۴۸) با درجه همردیف سرهنگ بازنشسته شد.
پل آبکار با ویژگی اصلی استفاده از آجر بهمنی و ورودی‌های تو رفته با حاشیه سنگی در الگوی مسکن تهران شناخته می‌شود. از آثار وی می‌توان به موارد زیر اشاره کرد: «ساختمان بی‌سیم»، «کلیسای ارامنه کاتولیک»، سینما نیاگارا، «مدرسهٔ کر و لال‌های باغچه‌بان»
وی در ۱۹۷۰ (اردیبهشت ۱۳۴۹) در سن ۶۲ سالگی در تهران درگذشت.

## زندگی هنری
پل آبکار از پیشروان جنبش نوگرایی معماری در ایران بود. ساختمان‌های آبکار با آجر بهمنی او با ورودی‌های کمی فرورفته و سنگ‌هایی که در اطراف آن نصب شده قابل شناسایی است. پل آبکار ساختمان‌های بسیاری در تهران طراحی کرد از جمله:
- ساختمان سینما نیاگارا
- ایستگاه رادیوی بی‌سیم تهران
- ساختمان کلیسای ارامنه کاتولیک واقع در خیابان شمالی سفارت روسیه.
- مدرسه کر و لال‌های باغچه‌بان
- کلیه ساختمان‌های پیشکاری‌ها و ادارات وزارت دارایی استان‌ها و ساختمان‌های گمرکات.

پل آبکار تعداد زیادی ویلای مسکونی نیز ساخت و آخرین پروژه او در مسابقه طرح کاخ شهرداری تهران برنده اول شد که اجرا نگردید.

## یادداشت
1. ↑  دانشنامه ایرانیان ارمنی/ ارامنه و سینمای ایران
2. ↑  معماری پل آبکار